# Polytrichum aequinoctiale
Polytrichum aequinoctiale là một loài Rêu trong họ Polytrichaceae. Loài này được (Lorentz) Müll. Hal. miêu tả khoa học đầu tiên năm 1900.